# ميتلاند براون
ميتلاند براون (بالإنجليزية: Maitland Brown)‏ هو مستكشف وسياسي أسترالي، ولد في 17 يوليو 1843، وتوفي في 8 مايو 1905.